# Cibotium glaucum
Cibotium glaucum är en ormbunkeart som först beskrevs av James Edward Smith, och fick sitt nu gällande namn av William Jackson Hooker och Arn. Cibotium glaucum ingår i släktet Cibotium och familjen Cibotiaceae. Inga underarter finns listade.

## Bildgalleri

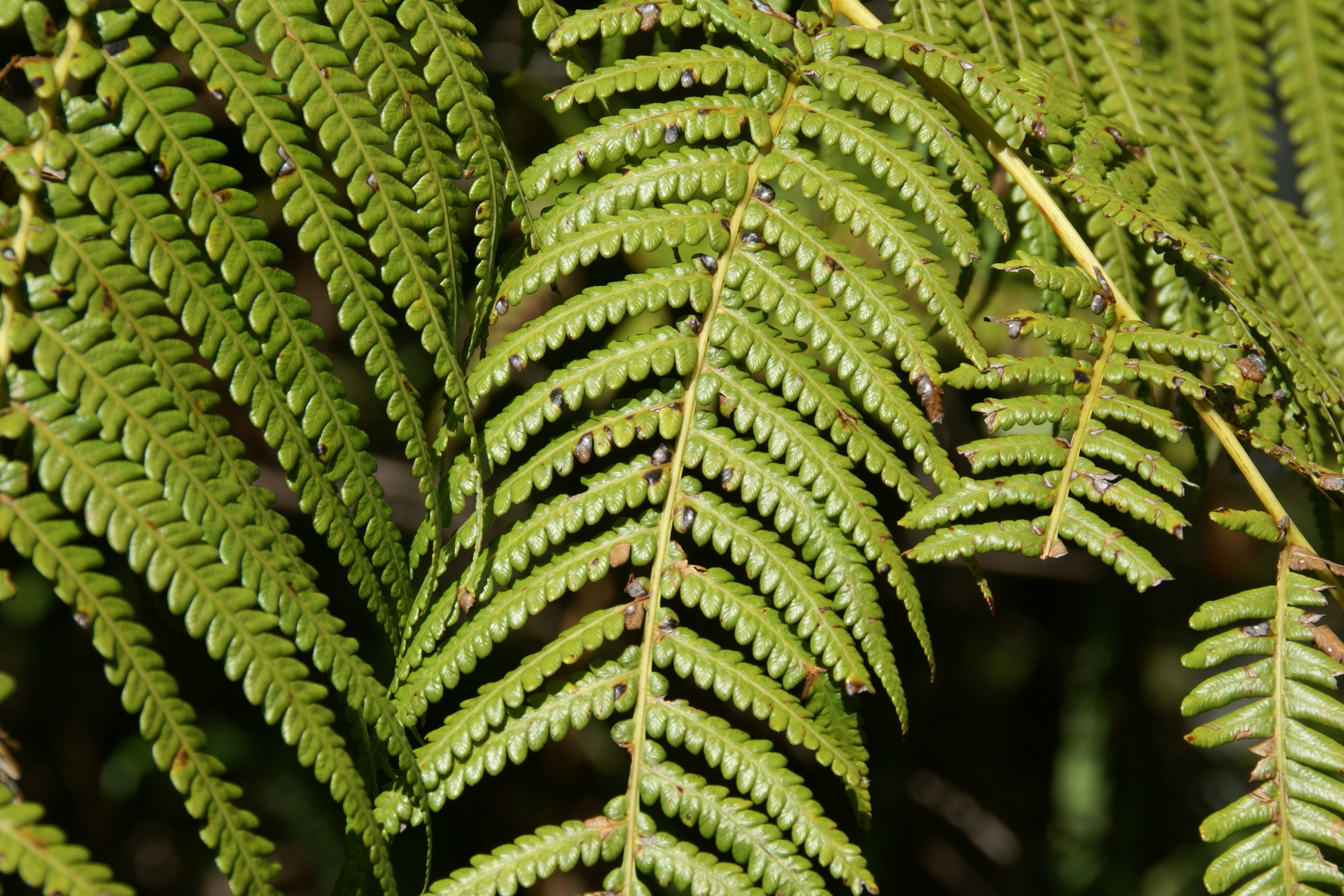
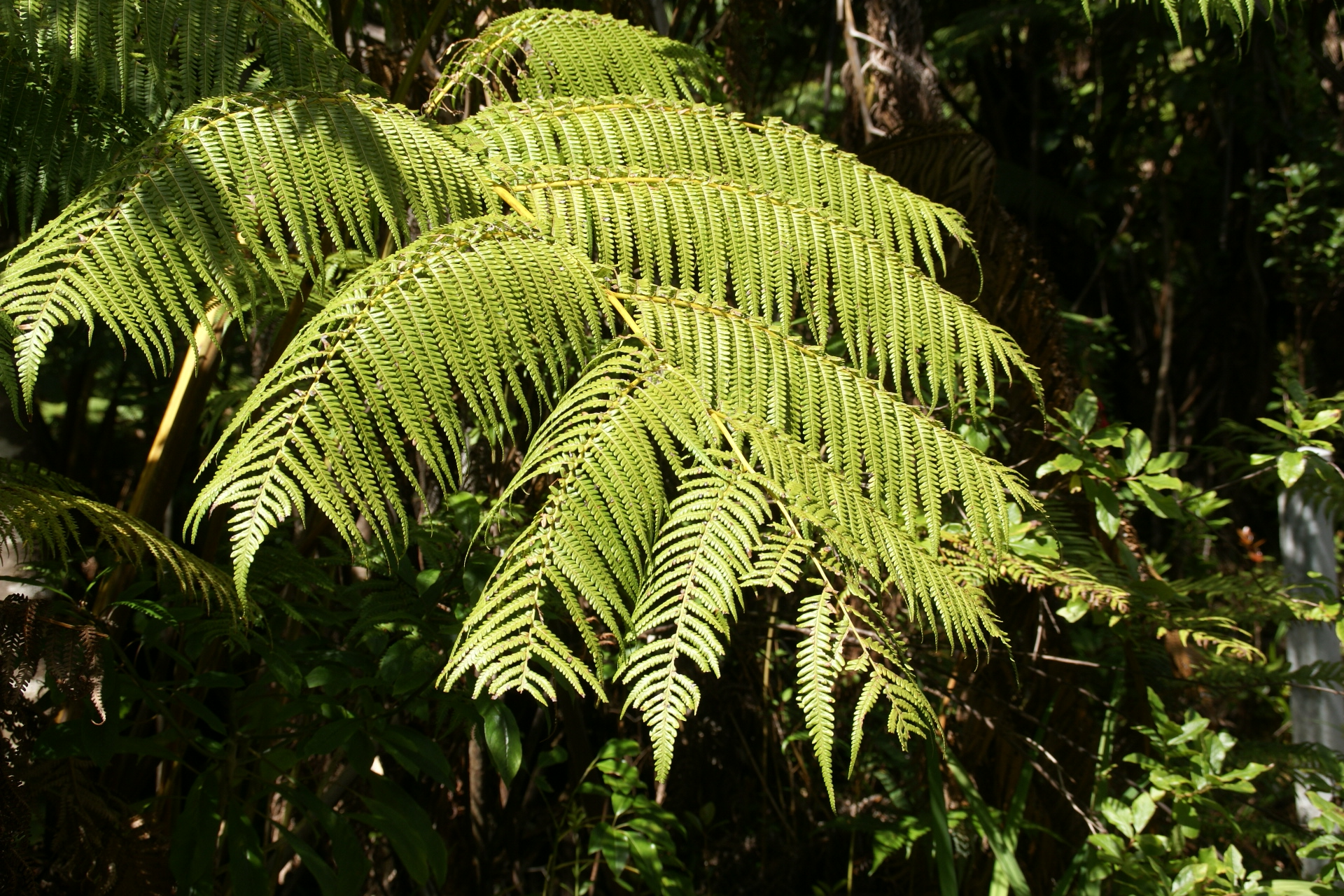
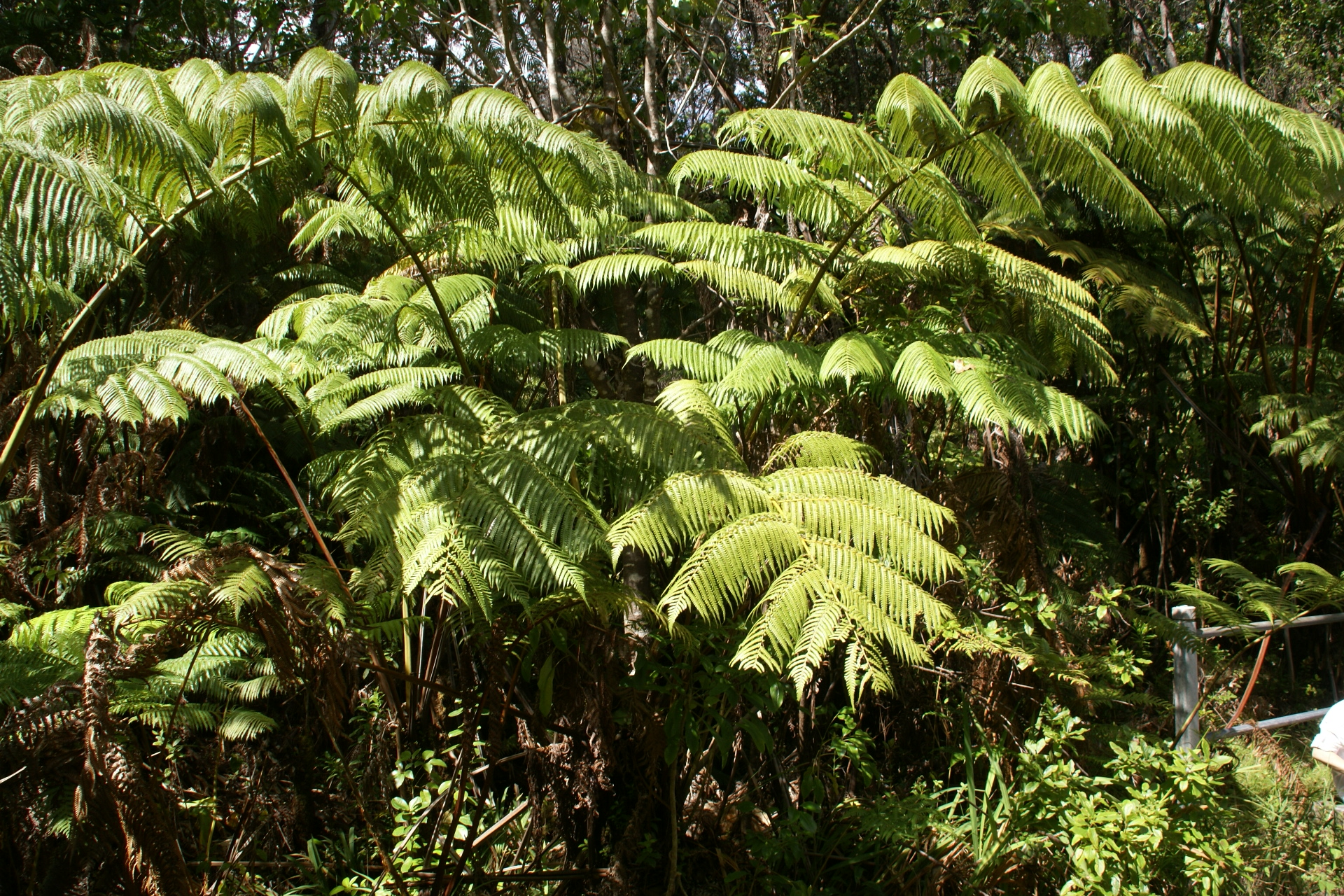
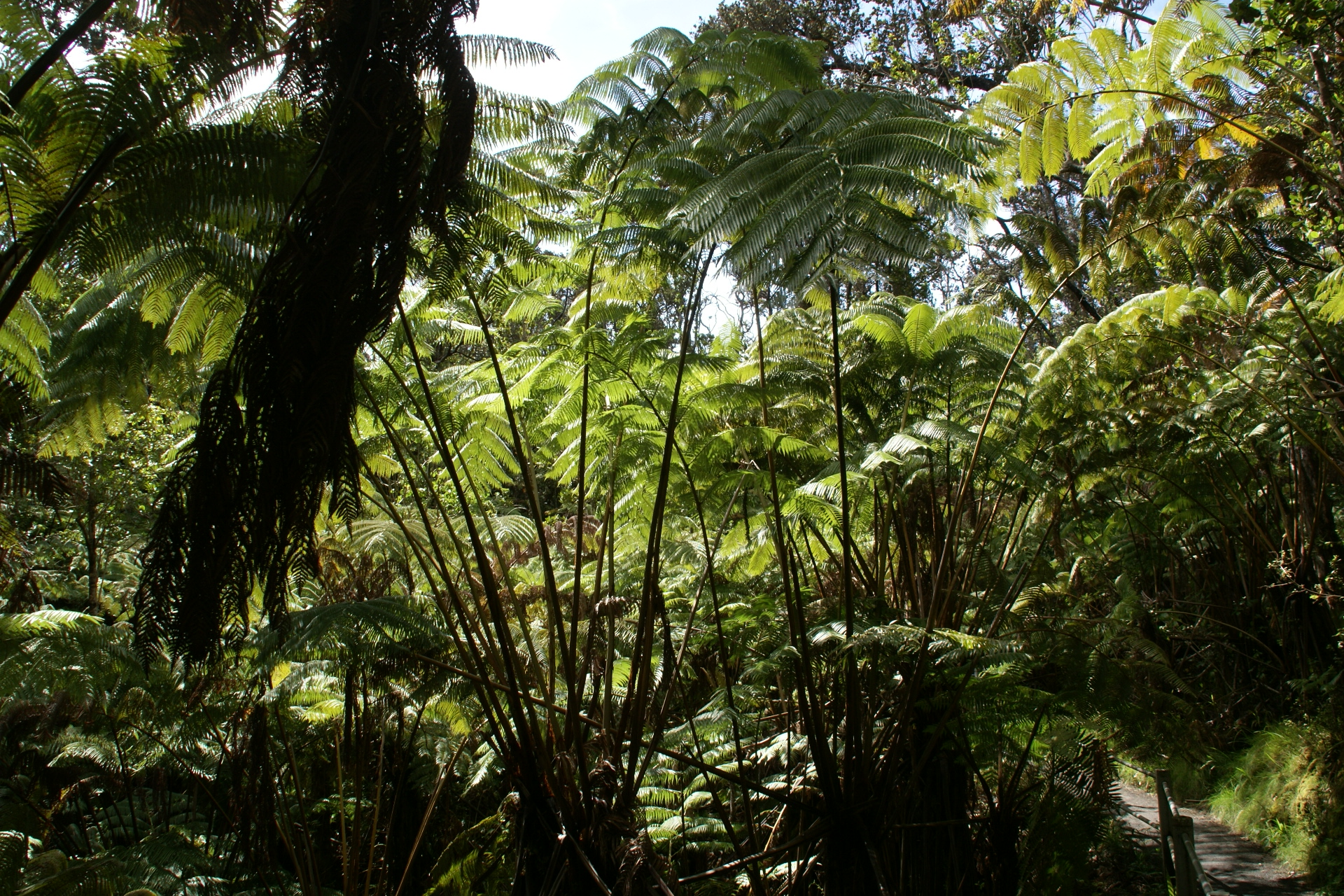
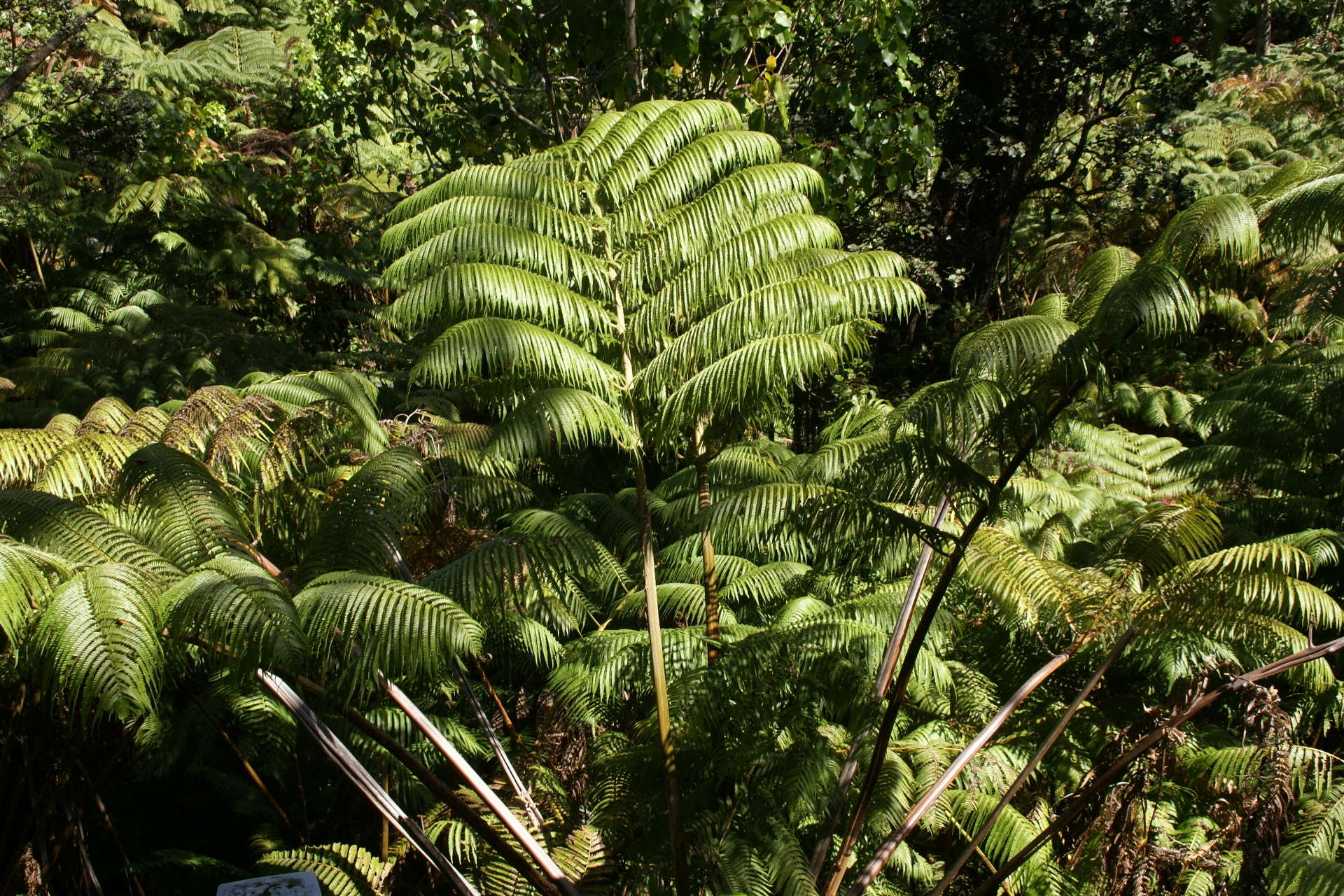
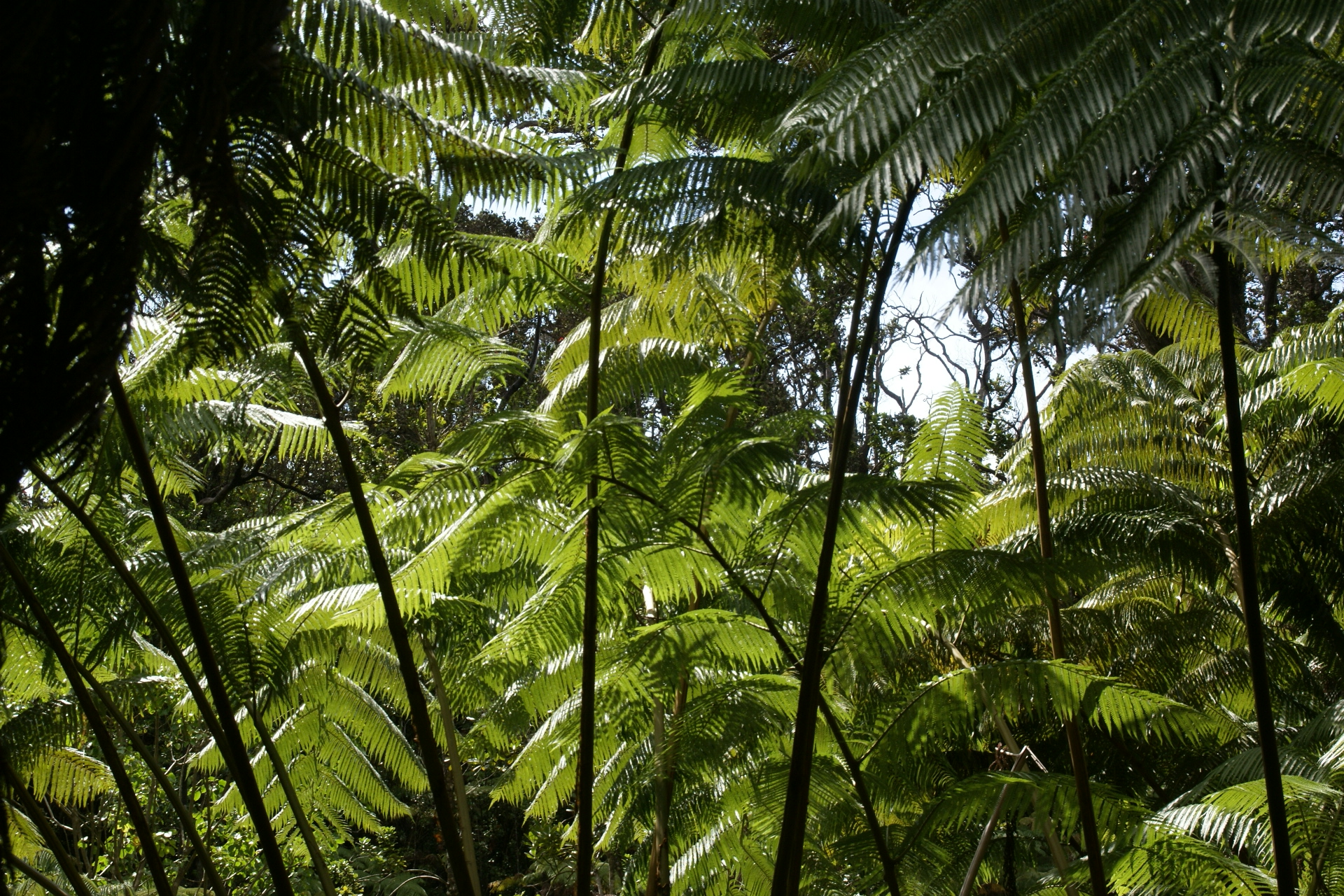